# Rudolf Feistmann
Rudolf Feistmann, auch Rudolf Fürth, (* 28. Januar 1908 in Fürth; † 7. Juni 1950 in Berlin) war ein deutscher Journalist.

## Leben
Rudolf Feistmann war Sohn eines jüdischen Holzhändlers. Nach dem Abschluss der Schule studierte er in Berlin Rechtswissenschaften und wurde Mitglied der Kommunistischen Partei Deutschlands (KPD), für die er auch als Journalist arbeitete.
Im März 1933 emigrierte Feistmann nach Frankreich, wurde dort Chefredakteur der KPD-Zeitung Unsere Zeit und arbeitete an der Herausgabe des Braunbuches über den Reichstagsbrand mit. Im April 1937 wurde er im Deutschen Reich ausgebürgert. Nach Ausbruch des Zweiten Weltkriegs wurde er in Frankreich interniert, floh 1941 nach Mexiko und nannte sich dort Rudolf Fürth. Er wurde Sekretär des Heinrich-Heine-Klubs, Mitglied der Bewegung Freies Deutschland in Mexiko, arbeitete 1942/43 als Redakteur der Zeitschrift Freies Deutschland und später der Demokratischen Post. In diesen Jahren war er zeitweise mit der Schweizer Journalistin und Sozialistin Gertrud Düby liiert.
1947 kehrte Rudolf Feistmann nach Deutschland zurück und trat der Sozialistischen Einheitspartei Deutschlands (SED) bei. Er arbeitete in der Chefredaktion des Neuen Deutschland (ND) und war verantwortlich für das Ressort Außenpolitik.
Feistmann gehörte dem Freundeskreis um Paul Merker und Otto Katz an, die gleich ihm in Mexiko im Exil gewesen waren. Wegen ihrer Verbindung zu dem US-amerikanischen Diplomaten und Kommunisten Noel Field, der 1949 in Ungarn der Spionage bezichtigt worden war, und im Rahmen einer stalinistischen Säuberungswelle wurde auch Katz, der wie Feistmann Jude war, und später Merker angeklagt. Katz wurde im Slánský-Prozess 1952 zum Tode verurteilt und hingerichtet, Merker 1955 als „zionistischer Agent“ zu acht Jahren Zuchthaus verurteilt.
Im Mai 1950 wurde Feistmann wegen seiner „jüdischen Herkunft“, „in den Westen reichende Familienbande“, seiner Reisen als ND-Vertreter nach London und Prag und Merker-Vertrauter ebenfalls verhaftet und verhört. Er hatte im April 1948 an der Beerdigung von Egon Erwin Kisch in Prag teilgenommen und für Freunde Briefe mit nach Berlin genommen; jetzt wurde ihm vorgeworfen, darunter seien auch Briefe von Field gewesen. Er wurde nach Hause entlassen mit der Auflage, seine Privatkorrespondenz auszuhändigen und einen Bericht über seine Biografie und „mögliche Verstöße gegen die Prinzipien kommunistischer Politik“ zu verfassen. Am 7. Juni 1950 starb Feistmann laut Sterbeurkunde vom 12. Juni 1950 im Hufeland-Krankenhaus in Berlin-Buch an einer Fleischvergiftung.

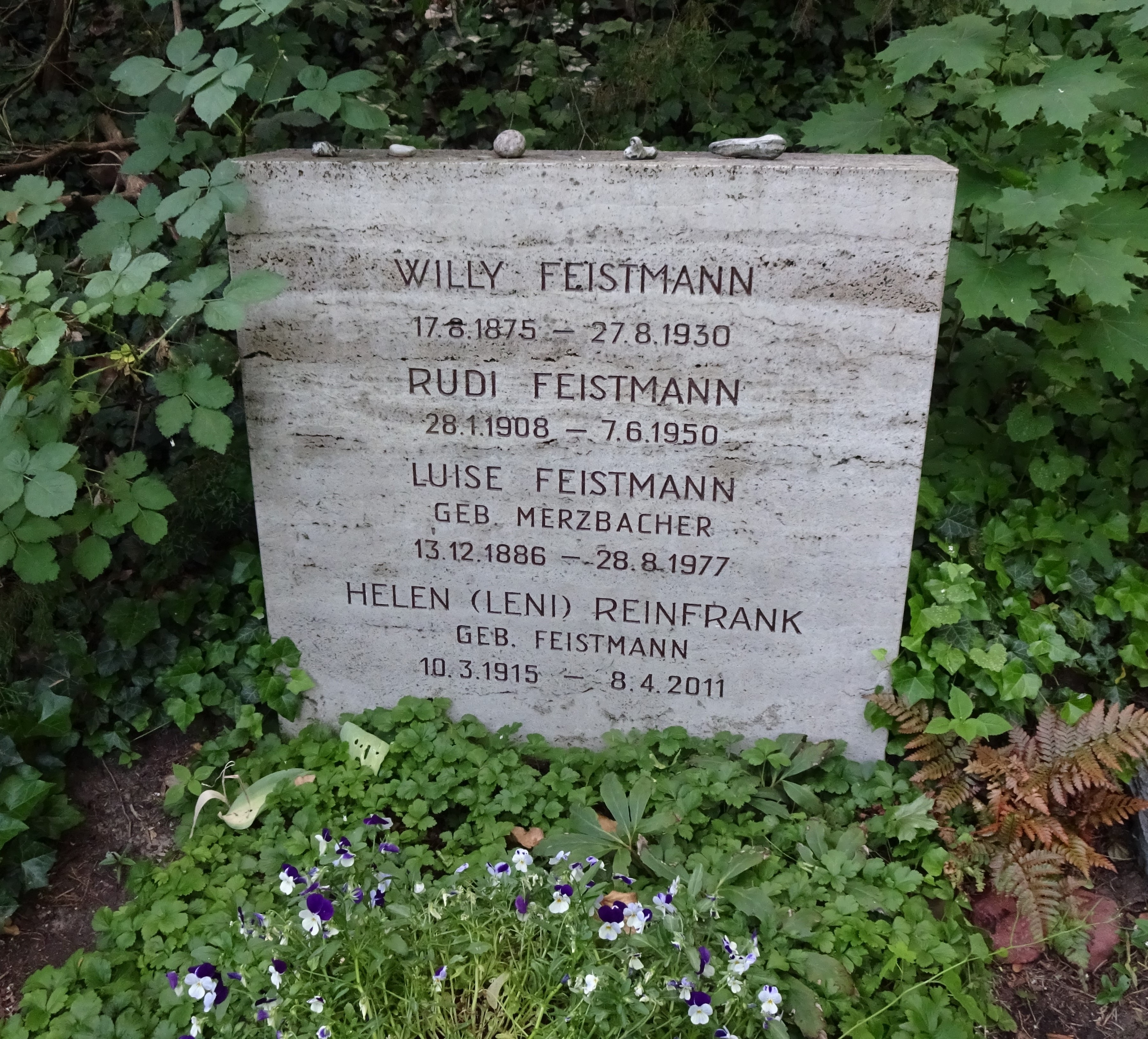
Grabstein der Familie Feistmann auf dem Friedhof Heerstraße in Berlin-Westend

Im Neuen Deutschland wurde damals die Todesursache entsprechend der Sterbeurkunde veröffentlicht. Das westdeutsche Magazin Der Spiegel schrieb 1953 von einer „seltsamen Fleischvergiftung, nachdem die Ulbricht & Co. entdeckt hatten, daß seine alte Mutter in Washington D. C. lebte und mit Seife handelte“. Der Historiker Martin Jander stellte 2010 fest: „Es lag auf der Hand, dass Rudolf Feistmann sich aus Verzweiflung darüber, dass seine Genossen ihn verdächtigten und ihn aus ihrer Mitte stießen, selbst getötet hatte.“ Mitte April 1950 hatte bereits der Parteigenosse Paul Bertz nach Erhalt einer Vorladung zur Zentralen Parteikontrollkommission wegen ähnlicher Vorwürfe rund um Field Suizid begangen.

## Publikationen
- Der SPD-Apparat. 300000 Posten zu vergeben. Mit einem Nachwort von Kurt Sauerland. Verlag des Zentralkomitees der IAH,  Berlin 1929 (Beihefte zum „Roten Aufbau“ 2)
- El libro negro del terror nazi en Europa. Testimonios de escritores y artistas de 16 naciones. Mexiko 1943
- Criminales de guerra. Mexiko 1945